# Estación de Porchefontaine
La estación de Porchefontaine es una estación ferroviaria francesa situada en la comuna Versailles, en el departamento de Yvelines, al oeste de París. Pertenece a la línea C de la Red Exprés Regional, más conocida como RER.

## Historia
Fue inaugurada en 1840 dentro del primer tramo de la línea Inválidos - Versailles-Rive-Gauche y explotada inicialmente por la compañía Paris à Versailles R.G.. En 1853, se integró en los Ferrocarriles del Oeste que fueron absorbidos por los Ferrocarriles Estatales en 1908. Finalmente, en 1938, recaló en manos de la actual SNCF. 
En 1980, pasó a formar parte de la línea C de la red de cercanías.

## Descripción
La estación se encuentra a apenas 15 kilómetros de París. 
Debido a la estrechez del lugar los dos únicos andenes se encuentran a diferente nivel. Mientras el andén en dirección a Versailles-Rive-Gauche se encuentra en altura, el que va en dirección a París se sitúa varios metros por debajo. En este andén, se encuentra un pequeño bajo mural, realizado con mosaicos que recrea las 15 estaciones de la línea C. Fue realizado entre 1997 y 1998. 